# قاعدة بيانات أقل من برودواي على الإنترنت
قاعدة بيانات أقل من برودواي على الإنترنت (اختصارًا IOBDB) وكانت تعرف سابقًا باسم أرشيفات لورتيل (بالإنجليزية: Lortel Archives)‏، هي قاعدة بياناتٍ على الإنترنت تُفهرس الإنتاجات المسرحية المعروضة المسارح أقل من برودواي.
مُوَّل وطورت قاعدة البيانات هذه بواسطة مؤسسة لوسيل لورتيل غير الربحية، والتي سميت نسبةً إلى الممثلة والمنتجة المسرحية لوسيل لورتيل [الإنجليزية].

## روابط خارجية
- الموقع الرسمي